# نیترید تانتال
نیترید تانتال (به انگلیسی: Tantalum nitride) با فرمول شیمیایی TaN یک ترکیب شیمیایی است. که جرم مولی آن 194.95 g/mol می‌باشد. شکل ظاهری این ترکیب، بلورهای سیاه است.